# Фаміліада

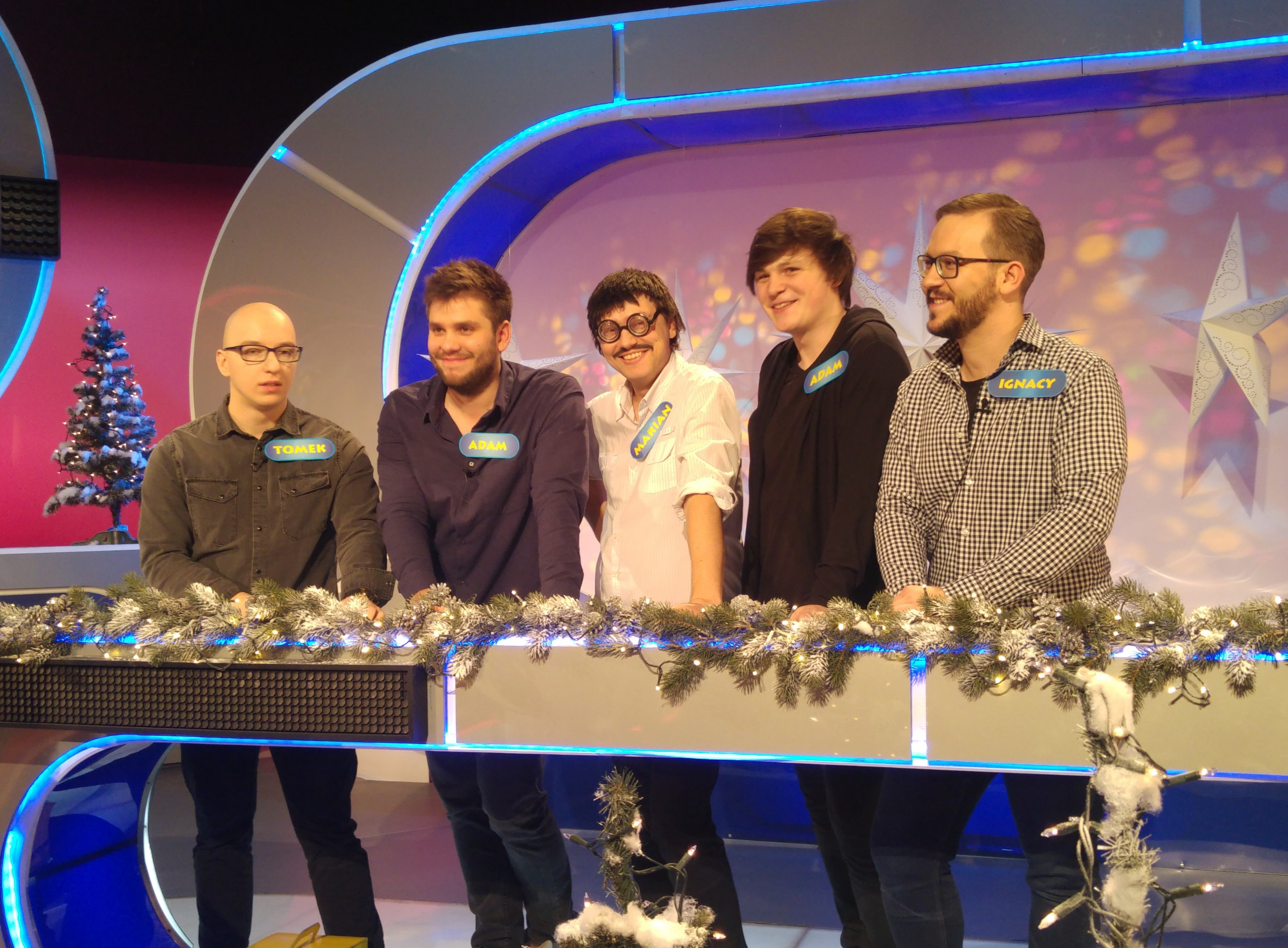
Польські ютубери на зйомках Familiada

Familiada (Сімейна олімпіада) — польське телевізійне ігрове шоу, засноване на американському ігровому шоу «Family Feud». Шоу почало транслюватися 1994-го року на TVP2. Ведучим є актор Кароль Страсбургер. Найбільшою винагородою у шоу наразі є 25 000 злотих. З 1 січня 1999 по 21 вересня 2019 року максимальною нагородою було 15 000. До 1995 приз становив 100 000 000 старих злотих (10 тисяч нових злотих). Шоу показують щосуботи та щонеділі о 14:00 (CET).

## Гра
Правила гри описано в статті «Сімейна ворожнеча», оскільки в цій статті описуються лише невеликі відмінності польської версії шоу.
Шоу користується правилами, що подібні до американської версії з моменту прем'єри цієї версії (сезон 1993-94), і лише одну зміну правил було прийнято у вересні 2019 року.
У 2020 році через пандемію було внесено одну тимчасову зміну правил. Обмеження кількості подіумів означало, що мало бути лише три гравці на родину. Подіум поєдинку розділено фарбою, на відміну від північноамериканських версій (США та Канада), де подіум було розширено, щоб забезпечити відстань між гравцями та ведучим.
Формат раунду: формат складається з трьох раундів зі звичайними очками та одного раунду з подвійними очками, потім усі наступні раунди мають потрійні очки. Додаткові раунди з потрійними очками проводяться, доки родина не набере 300 очок.
Поєдинок: до вересня 2019 року переможець поєдинку грав у раунді. Від епізоду 22 вересня 2019 року, правила було змінено відповідно до поточних американських правил, які діють з 1999 року, де переможець міг вибрати: продовжувати грати або проходити далі.
Викрадення: значення відповіді, яку використано під час успішного викрадення, додаються до результатів родини (правило, яке діяло в американській версії на момент дебюту польської версії, було скасовано у 2003 році).
Призові гроші: кожне очко коштує три злотих (25 000 старих злотих у 1994 році, 2.5 нових злотих у 1995-1998 роках) і виплачується незалежно від результату. Оплачуються як родини, що виграли, так і родини, що програли.
Швидкі гроші: дійсні правила, що діяли до 1994 року. Перший гравець має 15 секунд, а другий — 20, порівняно з 20 і 25 секундами відповідно в сучасній американській версії 1994 року. За виграш у Fast Money винагородою є 25 000 злотих (100 мільйонів старих злотих у 1994 році, 10 000 нових злотих між 1995 і 1998 роками, 15 000 нових злотих між 1 січ. 1999 року та 21 вер. 2019). Інакше сім'я виграє три злотих за кожне очко (25 000 старих злотих 1994 року, 2.5 нових злотих у 1995-1998).Шаблон:Family Feud